# ویکتور مایر
ویکتور مایر (انگلیسی: Victor Mayer؛ ۱ ژانویهٔ ۱۸۵۷ – ۱ ژانویهٔ ۱۹۴۶) طراح و کارآفرین اهل آلمان بود.